# فرودگاه بوو چکیف
فرودگاه بوو چکیف (به انگلیسی: Bou Chekif Airport) یک فرودگاه با کد یاتا TID است که یک باند فرود آسفالت دارد و طول باند آن ۳۰۰۰ متر است. این فرودگاه در کشور الجزایر قرار دارد و در ارتفاع ۹۸۹ متری از سطح دریا واقع شده‌است.